# Alkmaionis
Die Alkmaionis (altgriechisch Ἀλκμαιωνίς, „Gedicht von Alkmaion“) ist ein Epos eines bereits in der Antike unbekannten Autors, in dem der Thebanische Zyklus mit dem Trojanischen Zyklus verbunden wird. Die Erzählung handelt von Alkmaion, der seine Mutter Eriphyle tötet, da sie am Tod seines Vaters Amphiaraos schuld war, sowie von Alkmaions Taten am erneuten Zug der Epigonen.
Das Epos ist nur durch drei Fragmente überliefert, in denen es jedoch wörtlich wiedergegeben wird. Wahrscheinlich ist es nach 600 v. Chr. entstanden, der Stoff war aber vermutlich bereits Homer bekannt, da er in der Ilias nur die drei von sieben Epigonen Diomedes, Sthenelos und Euryalos nennt, die in der Alkmaionis nicht getötet werden oder aus anderen Gründen nicht am Trojanischen Krieg teilnehmen können.
Zum Inhalt des Epos gehören die Tötung von Alkmaions Mutter Eriphyle in Argos, die Alkmaion von seinem Vater vor dem Waffengang nach Theben aufgetragen wurde, Alkmaions Führung des Epigonenzugs und sein Sieg über den thebanischen König Laodamas, Alkmaions Hilfe für Diomedes bei der Rückeroberung Aitoliens und die Eroberung einer Landschaft, die nach seinem Sohn Akarnan Akarnanien genannt wird. Die Hauptstadt der Landschaft wird nach seinem Bruder Amphilochos Argos Amphilochikon benannt.
Ob Euripides für seine Stücke Alkmaion in Korinth und Alkmaion in Psophis Stoff aus der Alkmaionis verwendete, ist unklar.